# Arakamtschetschen
Arakamtschetschen (russisch Аракамчечен) ist eine unbewohnte Insel im äußersten Osten Russlands. Sie liegt östlich der Tschuktschen-Halbinsel im Beringmeer und gehört administrativ zum Rajon Prowidenija im Autonomen Kreis der Tschuktschen (Tschukotka).
Arakamtschetschen ist durch die etwa 5 bis 10 km breite Senjawin-Straße vom Festland getrennt.  Die Insel ist 32 km lang und bis zu 21 km breit; ihre Küstenlinie ist 75,3 km lang und ihre Fläche beträgt 267,8 km². Sie erreicht im Berg Atos eine Höhe von 615 m über dem Meer. 3 km südlich von Arakamtschetschen liegt die Nachbarinsel Yttygran (Ыттыгран), rund 60 km südöstlich die zu Alaska gehörende Sankt-Lorenz-Insel.
Arakamtschetschen ist bekannt für seine großen Walross-Populationen und stellt ein beliebtes Ziel für Ökotouristen dar.